# Pomník Karoliny Světlé
Pomník Karoliny Světlé stojí na Karlově náměstí v Praze 2.

## Historie a popis
Spisovatelka Karolina Světlá bydlela k stáru v dnes již neexistujícím historickém domě čp. 550/II na rohu Karlova náměstí a Ječné ulice, který měl renesanční fasádu se třemi štíty a zasahoval přes uliční čáru dnešní ulice ke kostelu sv. Ignáce, Na secesní novostavbě domu z roku 1911, označené U Kamenného stolu, je umístěna její pamětní deska. O zbudování pomníku usilovaly od roku 1903 dámy z Ženského výrobního spolku českého, který Světlá založila v Resslově ulici č. 5, a působila v něm jako předsedkyně. Pomník vytvořil sochař Gustav Zoula ve spolupráci s architektem Josefem Fantou. Byl odhalen 29. května 1910 uprostřed Karlova náměstí na východní straně před kostelem sv. Ignáce.
Pomník sestává z kamenného soklu z hladce opracované žuly, který stojí na třístupňovém kamenném podstavci s postranními výběžky. Podle evidenční karty NPÚ byly původně po stranách soklu velké bronzové vázy s vavřínovým dekorem (patrně odcizené). Na přední straně soklu je vsazena černá mramorová deska nahoře se zlaceným nápisem: KAROLINA / SVĚTLÁ / 24. II. 1830 - 7. IX. 1899.
Dole je nápis: PAMÁTCE SLAVNÉ SPISOVATELKY / A Z VDĚKU ZÁSLUHÁM VELKÉ ČEŠKY / VĚNOVÁNO ROKU MDCCCCX.
Bronzová busta Gustava Zouly představuje portrét spisovatelky ve starším věku, s plédem přehozeným přes ramena a cípem částečně zasahujícím k nápisu.
Pomník Karoliny Světlé je kulturní památka České republiky evidovaná v Ústředním seznamu kulturních památek pod rejstříkovým číslem: 40072/1-1207.

### Pomníky Karoliny Světlé
- Portrétní busta v průčelí budovy Ženského výrobního spolku v Resslově ulici č. 5 v Praze na Novém Městě.
- Pamětní deska s portrétem, na domě čp.284/I v ulici Karoliny Světlé 22 Praha 1 Staré Město, sochařka Marta Jirásková
- Socha sedící spisovatelky s knihou v ruce, Světlá pod Ještědem, autor Josef Bílek (1931)[2]